# 33725 Robertkent
33725 Robertkent è un asteroide della fascia principale. Scoperto nel 1999, presenta un'orbita caratterizzata da un semiasse maggiore pari a 3,0382394 UA e da un'eccentricità di 0,0625344, inclinata di 9,82654° rispetto all'eclittica.